# Музей сільського господарства Сето
Музей сільського господарства Сето (ест. Seto talumuuseum) — це музей сільськогосподарської культури та практики народності Сету (сето), розташований у волості Вярска, повіт Пилвамаа, Естонія. Вперше він був відкритий у 1998 році. 

## Про музей
У музеї представлено традиційне сільське будівництво, старовинні знаряддя праці та ремісничі вироби. Він також організовує культурні заходи сето, які представляють фольклор і традиції народності сето, такі як «Дні мережива» (ест. pitsipäevad), де відвідувачі мають можливість спостерігати та допомагати створювати барвисте мереживо сето, а також  інші традиції.

## Галерея

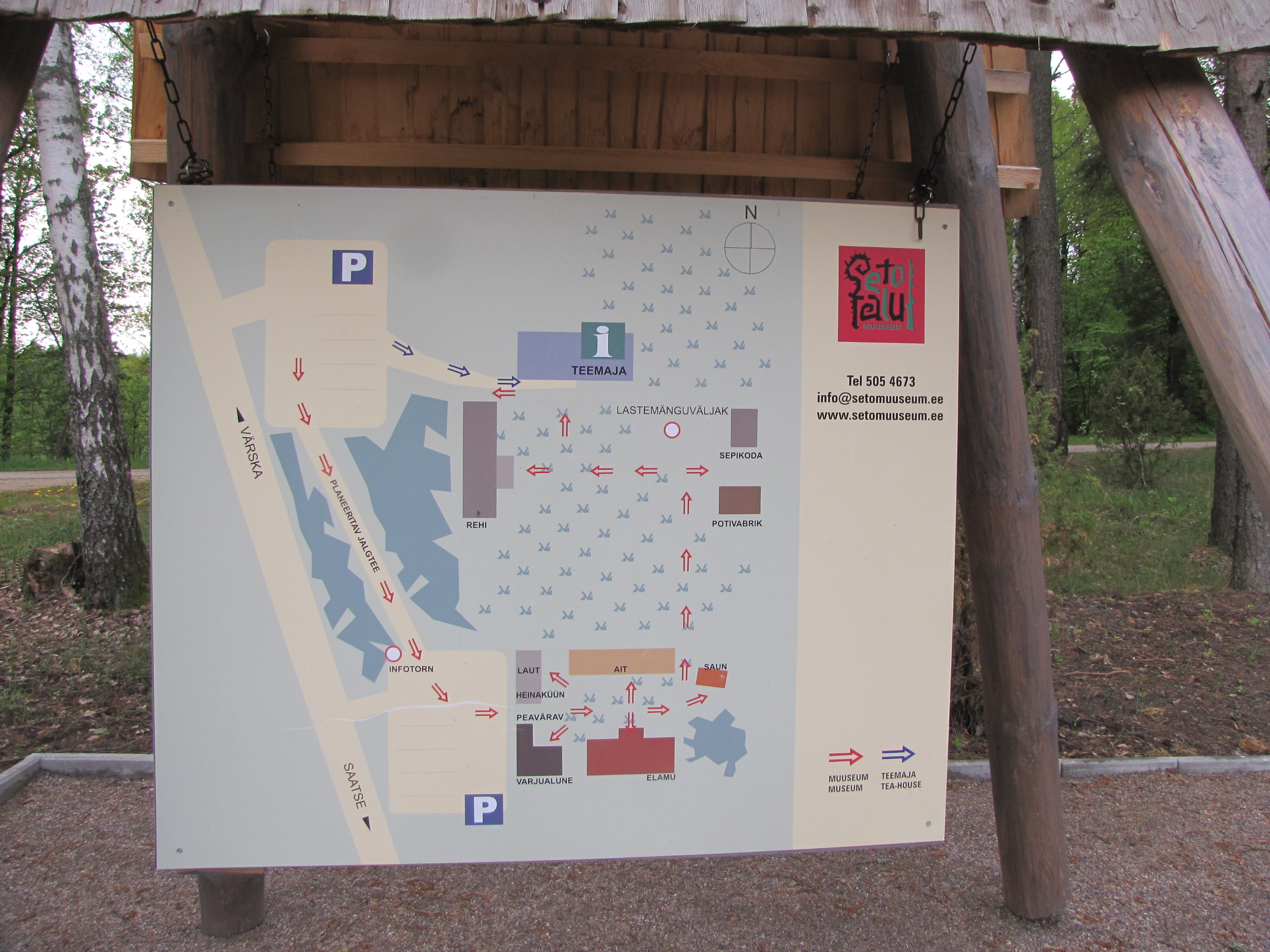
План Музею Сету
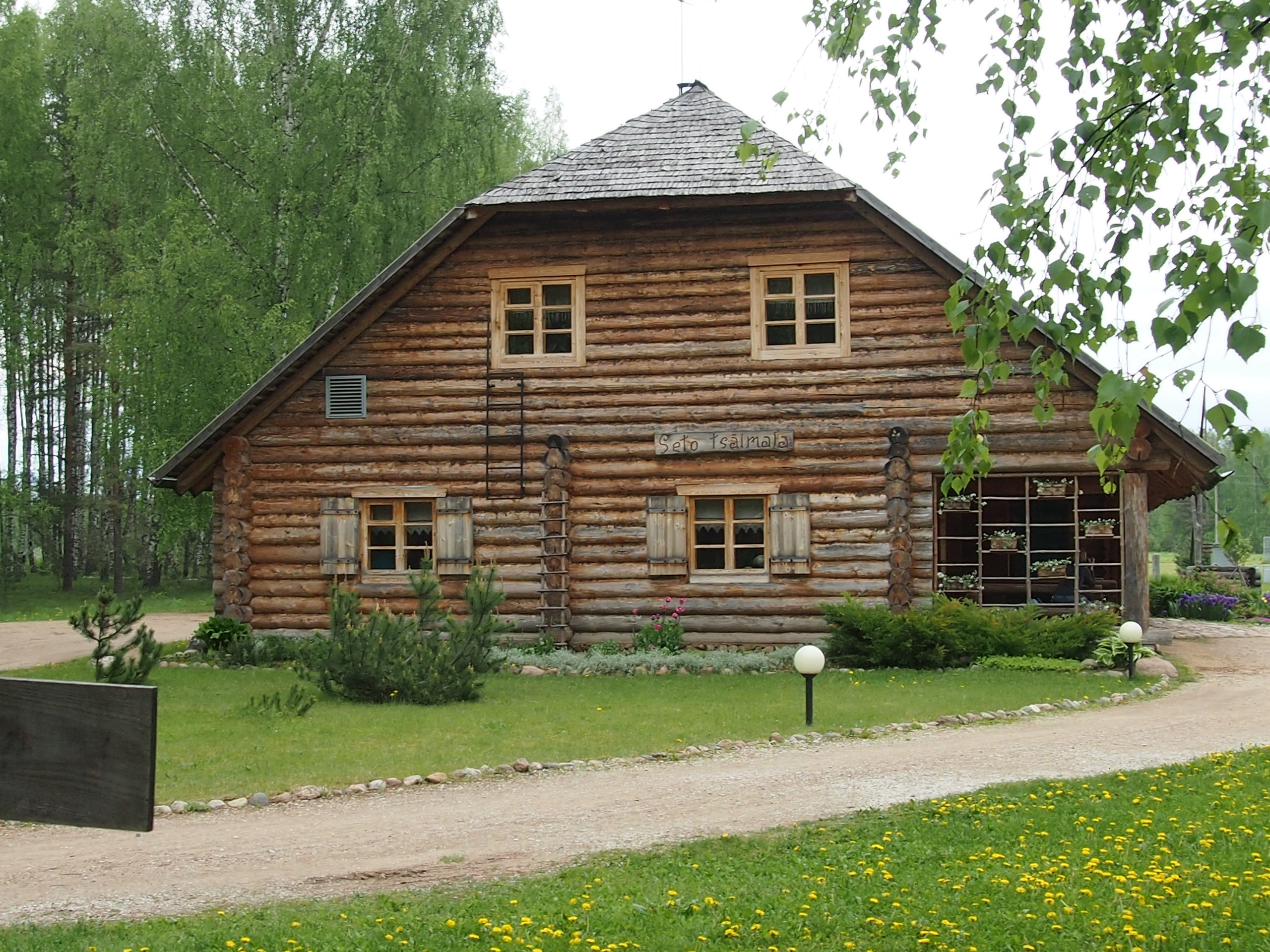
Чайна у Музеї Сету
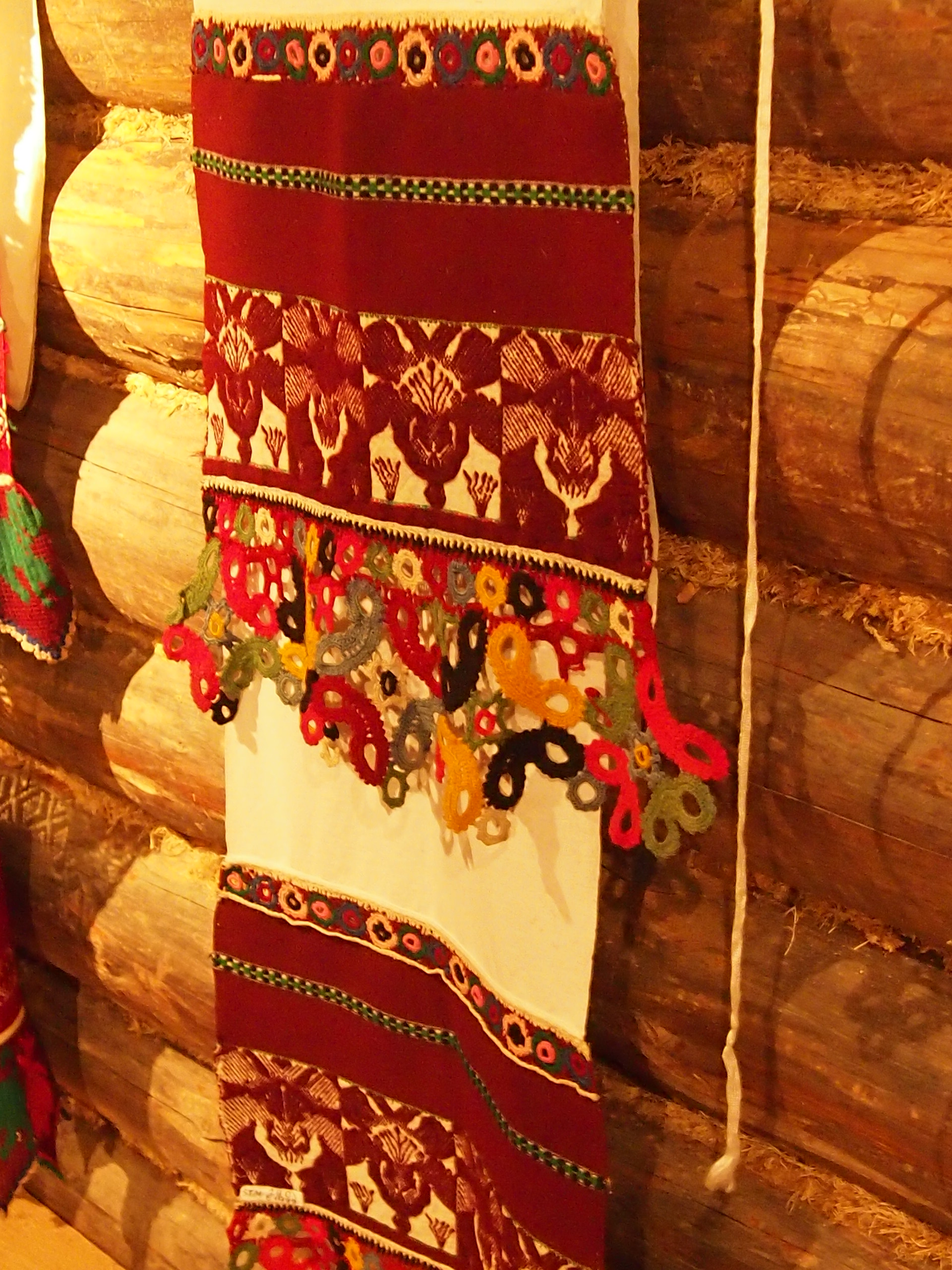
Кольорове мереживо народності Сету
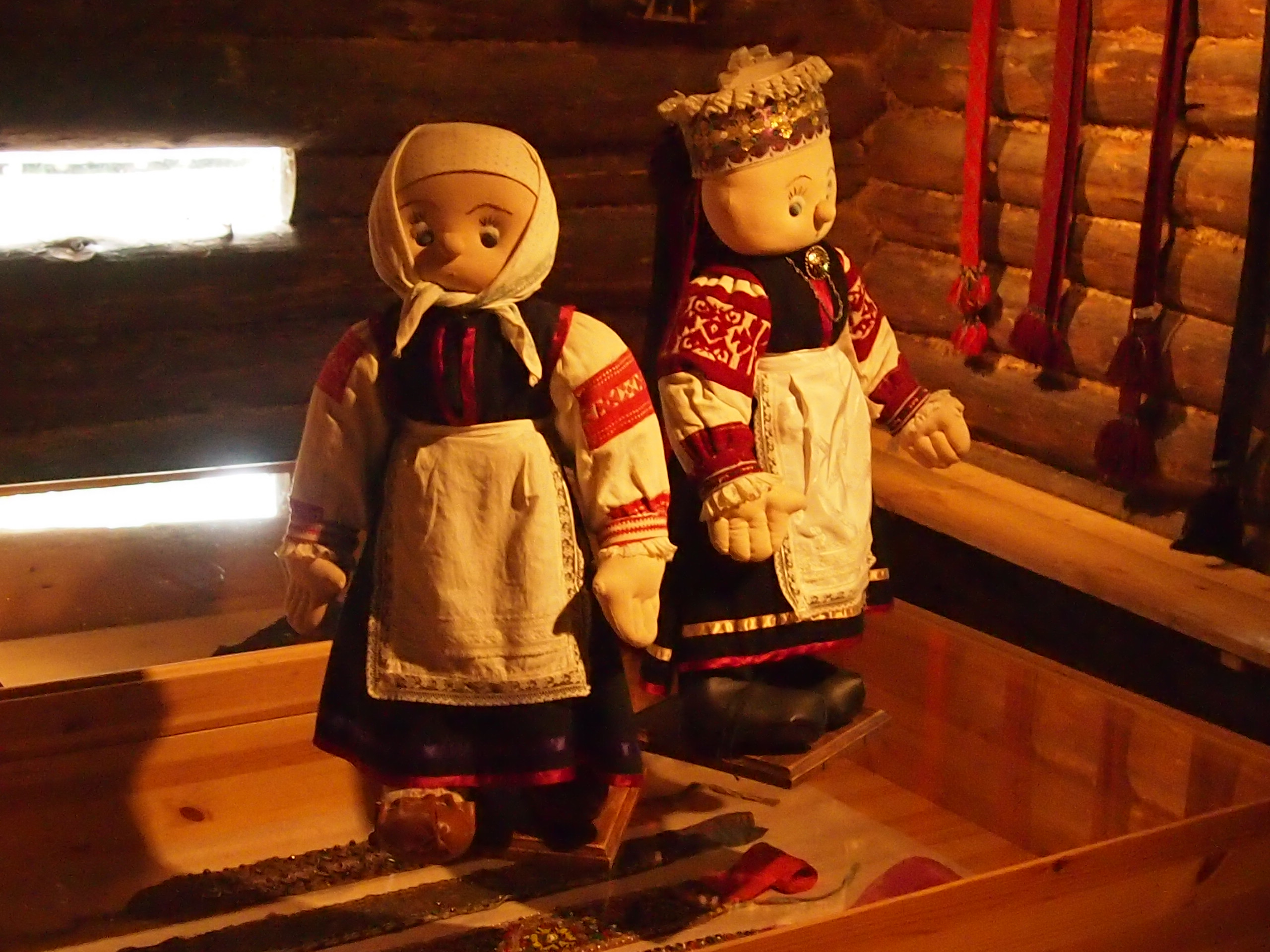
Кукли у одязі народності Сету
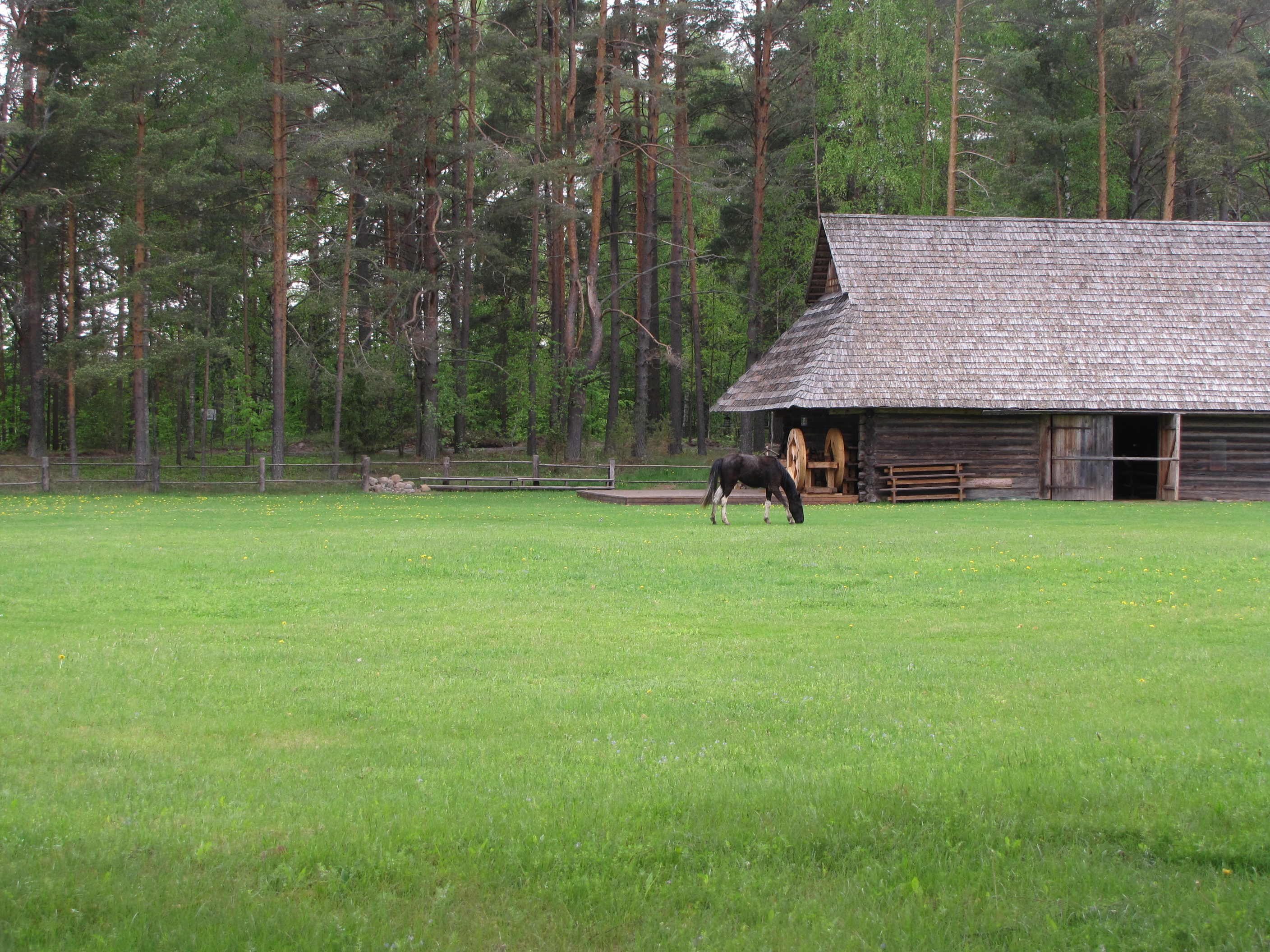
Подвір'я музею Сету
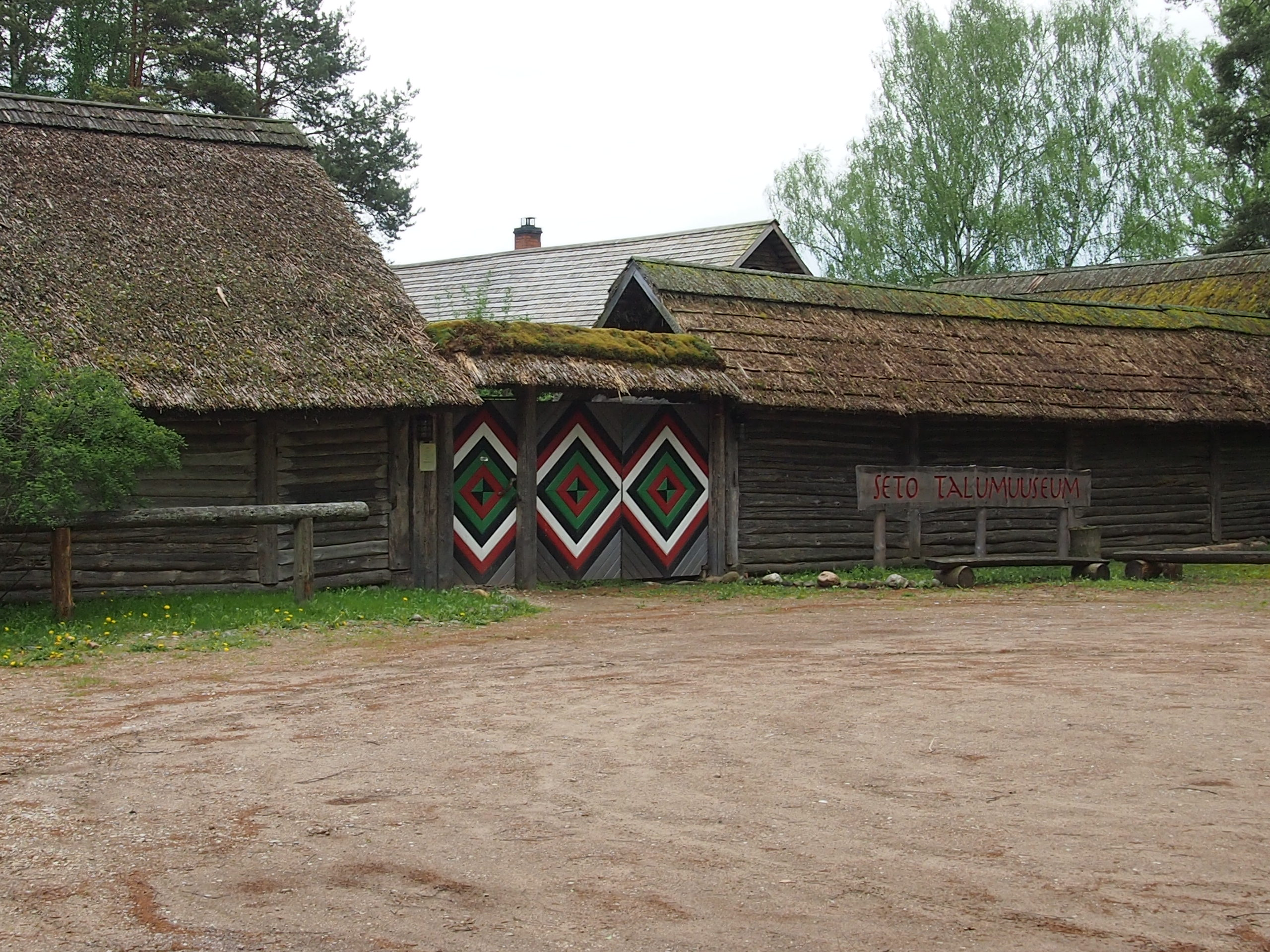
Вхід до музею Сету
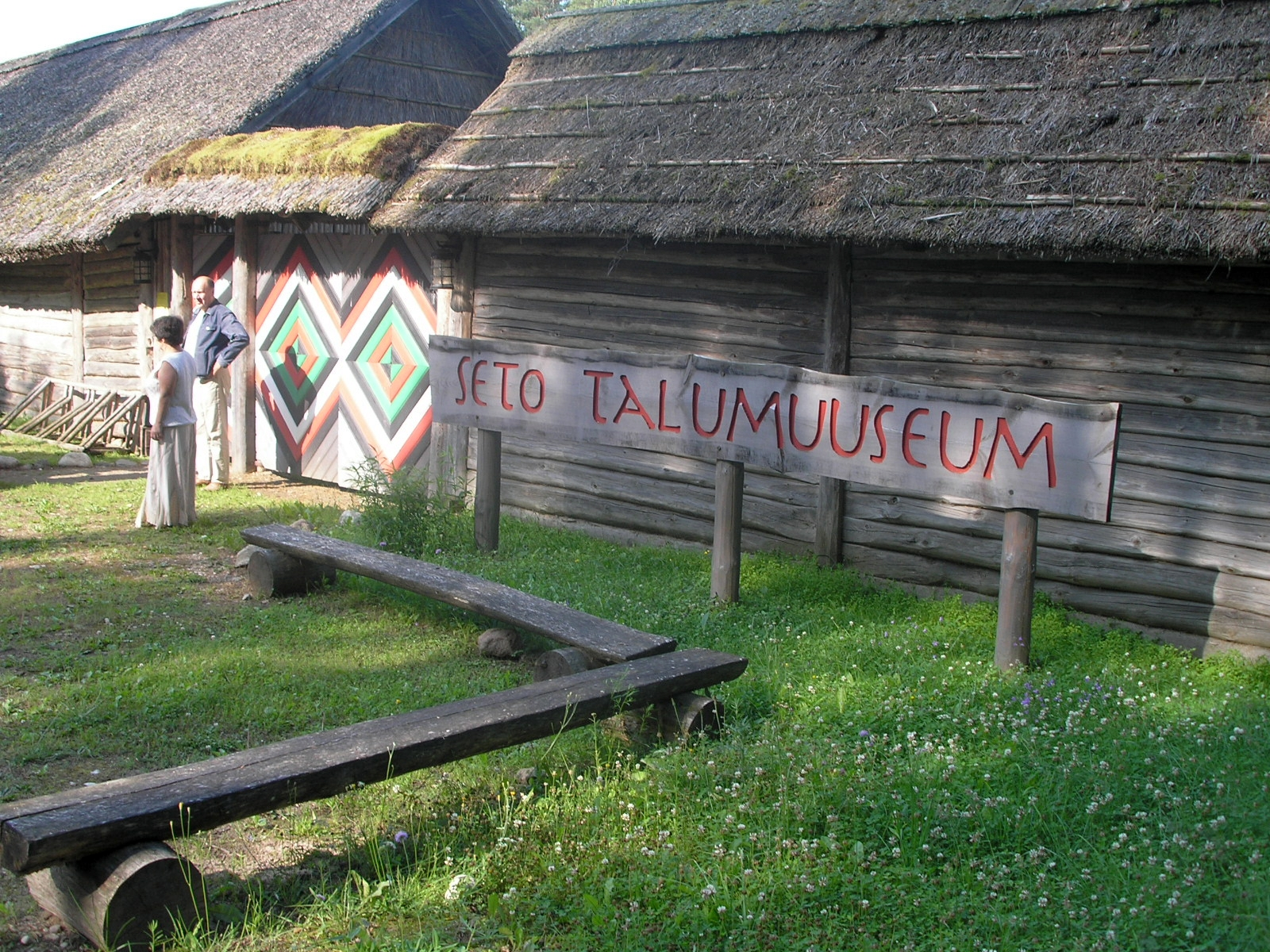
Ворота музею Сету в 2013 році